# 樂富配水庫休憩花園

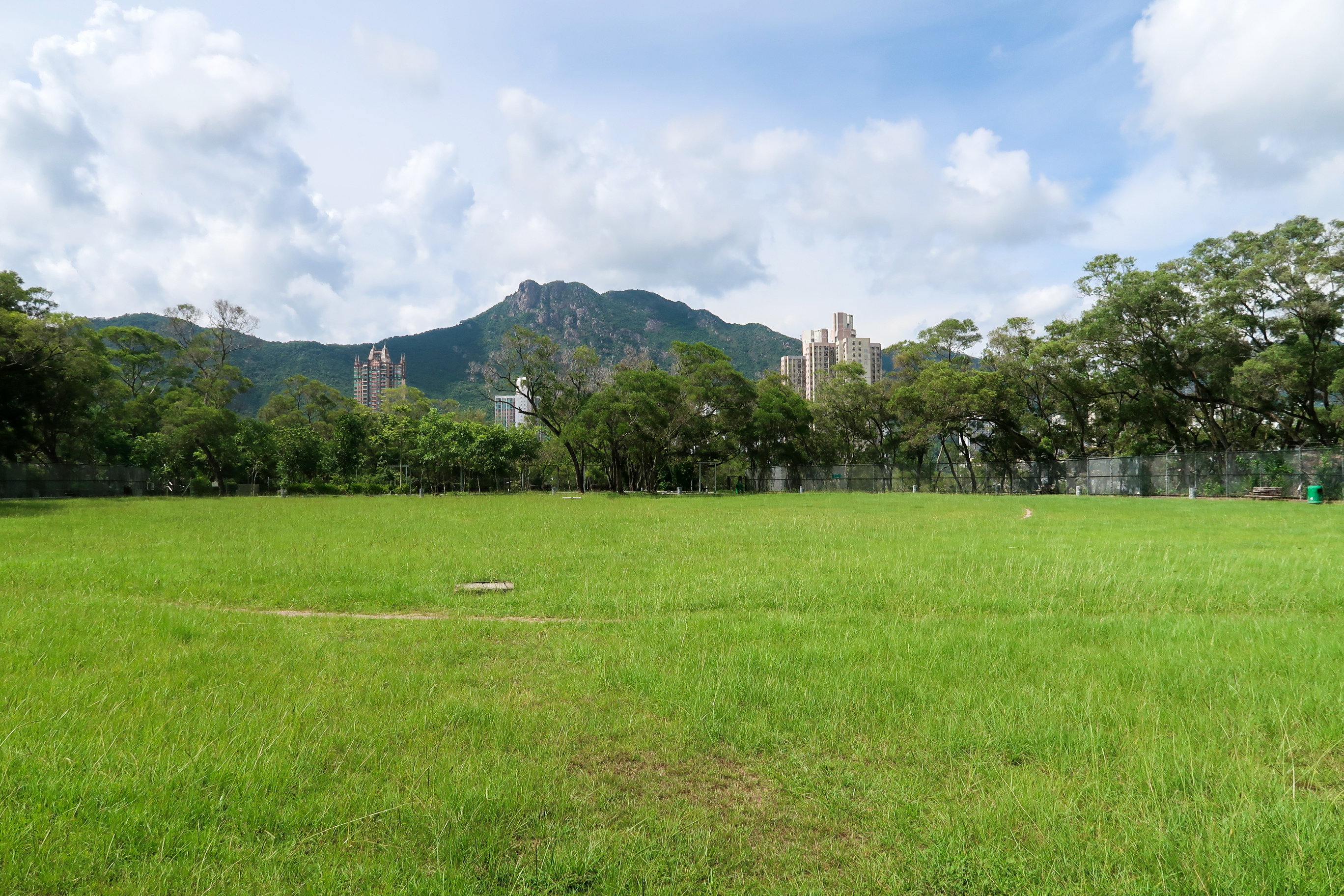
樂富配水庫休憩花園

樂富配水庫休憩花園（英語：Lok Fu Service Reservoir Garden），位於九龍樂富富安街，在1960年落成，與樂富公園連接，由康樂及文化事務署管理。

## 外部連結
- 樂富配水庫休憩花園 （页面存档备份，存于）